# Уметничка инсталација
Уметничке инсталације су интервенције уметника у конкретном простору преко којих се модификује перцептивно искуство посматрача и простор обогаћује новим значењима и садржајем. Иако је овај начин размишљања и стварања уметности одувек постојао, тек од шездесетих година 20. века почиње да се сматра уметничком дисциплином равноправном са сликарством и вајарством. Пре имена под којим је данас позната, ова дисциплина се називала пројектна уметност или темпорална уметност. У ствари једна од главних карактеристика уметничке инсталације јесте перцептивно искуство и манипулација простора са ограниченим временским трајањем, тако да се и данас сматра видом темпоралне уметности.
Појам уметничка инсталација се развија у савременој уметности 1970. године као појава која је посезала за простором у споју са местом односно простором у организацији уметничких дела које је остваривала као облике асамблажа.

## Карактеристике
За разлику од енвиронмента 1950.-тих година и шездесетих година она се састоји од узајамно састављених ствари из свакодневне употребе које пружа робна производња а њене инсценације немају наративни карактер. Узајамни спој међусобно дивергентних уметничких остварења јесте концептуална и спиритуална зависност као полазишна тачка у уметничком стварању дела.
Уметност инсталација је у сродству са ленд-артом, као просторном тродимензионалном уметношћу у простору или унутар њега и омогућава примену различитих материјала, и зависи такође од времена, светлости, звука и покрета у простору и у оквиру тога се јавља уметност светлости, уметност звука, медија уметност и кинетичка уметност.
Прве радове у смислу данашње уметности инсталације радили су Курт Швитерс (1933. године), Ел Лисицки (1928. године) и Оскар Шлемер (1940. године) и они се могу сматрати пионирима ове уметности.
Уметност инсталација се може редовно пратити на групним изложбама као што су Венецијански бијенале и документа у Каселу.

## Уметници који су стварали инсталације
- Јозеф Бојс (Joseph Beuys)
- Алисон Ноулс (Alison Knowles)
- Кароли Шнеман (Carolee Schneemann)
- Јуничи Какизаки (Junichi Kakizaki)
- Ив Клајн (Yves Klein)
- Данијел Бурен (Daniel Buren)
- Кристијан Болтански (Christian Boltanski) link
- Нам Џун Пајк (Nam June Paik)
- Христо & Жан-Клод (Christo & Jeanne-Claude)
- Кики Шмит (Kiki Smith)
- Курт Флекенштајн (Kurt Fleckenstein)